# فلاديمير إيفانوف (متسابق دراجات نارية)
فلاديمير إيفانوف (بالروسية: Иванов, Владимир Анатольевич)‏ مواليد 25 يناير 1983 في سانت بطرسبرغ، هو متسابق دراجات نارية روسي. نافس في بطولة العالم للسوبرسبورت.

## وصلات خارجية
- فلاديمير إيفانوف على موقع MotoGP.com (الإنجليزية)
- فلاديمير إيفانوف على موقع WorldSBK.com (الإنجليزية)
- الموقع الإلكتروني